# Norris Graham
Norris „Norey“ James Graham (* 25. Oktober 1906 in Portland, Oregon; † 9. Juli 1980 in Tuolumne City, Kalifornien) war ein US-amerikanischer Ruderer.
Der 1,66 m große Graham war 1932 der Steuermann des Achters der Golden Bears, des Sportteams der University of California, Berkeley. Der Achter siegte bei den Meisterschaften der Intercollegiate Rowing Association und qualifizierte sich auch für die Olympischen Spiele 1932 in Los Angeles. Im Vorlauf der olympischen Regatta gewann der Achter mit vier Sekunden Vorsprung auf das Boot aus Kanada. Im Finale führte lange der italienische Achter, der im Ziel zwei Zehntelsekunden Rückstand auf das kalifornische Boot hatte, Bronze ging an die Kanadier.
Graham betrieb später in Long Beach eine Firma für Schweißgeräte.